# Rhipidolestes
Rhipidolestes – rodzaj ważek z rodziny Rhipidolestidae.

## Systematyka
Dawniej rodzaj Rhipidolestes zaliczany był do szeroko wówczas definiowanej rodziny Megapodagrionidae. W 2014 roku Dijkstra et al. w oparciu o badania filogenetyczne wydzielili z Megapodagrionidae rodzaje Rhipidolestes, Agriomorpha, Bornargiolestes i Burmargiolestes jako „Incertae sedis group 1” w obrębie nadrodziny Calopterygoidea. W 2021 roku Bybee et al. umieścili te cztery rodzaje w przywróconej przez siebie rodzinie Rhipidolestidae.

### Podział systematyczny
Do rodzaju Rhipidolestes należą następujące gatunki:

- Rhipidolestes aculeatus Ris, 1912
- Rhipidolestes alleni Wilson, 2000
- Rhipidolestes amamiensis Ishida, 2005
- Rhipidolestes asatoi Asahina, 1994
- Rhipidolestes bastiaani Zhu & Yang, 1998
- Rhipidolestes chaoi Wilson, 2004
- Rhipidolestes cyanoflavus Wilson, 2000
- Rhipidolestes fascia Zhou, 2003
- Rhipidolestes hiraoi Yamamoto, 1955
- Rhipidolestes janetae Wilson, 1997
- Rhipidolestes jucundus Lieftinck, 1948
- Rhipidolestes laui Wilson & Reels, 2003
- Rhipidolestes lii Zhou, 2003
- Rhipidolestes malaisei Lieftinck, 1948
- Rhipidolestes nectans (Needham, 1928)
- Rhipidolestes okinawanus Asahina, 1951
- Rhipidolestes owadai Asahina, 1997
- Rhipidolestes pallidistigma (Fraser, 1926)
- Rhipidolestes rubripes (Navás, 1936)
- Rhipidolestes shozoi Ishida, 2005
- Rhipidolestes truncatidens Schmidt, 1931
- Rhipidolestes yakusimensis Asahina, 1951
- Rhipidolestes yangbingi Davies, 1998